# Линейка
Линейката е специализиран автомобил за спешна медицинска помощ. Линейките са оборудвани с електрокардиографи, апарати за изкуствено дишане, дефибрилатори, лекарства и хирургични инструменти.
Линейките са снабдени със специална светлинна и звукова сигнализация, която задействат при необходимост спешно да се придвижат до болните или да ги транспортират в лечебно заведение. Когато видят и/или чуят специалната сигнализация, всички участници в пътното движение са длъжни да се отбият плътно вдясно и да спрат, за да осигурят безпрепяствено преминаване на линейката. В повечето случаи линейките са микробуси. Фирмата Мерцедес-Бенц произвежда линейки на базата на комбито Мерцедес Е класа.